# Rio Resplendor
O rio Resplendor é um curso de água do estado de Minas Gerais, Região Sudeste do Brasil, pertencente à bacia do rio Doce. Percorre 38,94 km até sua foz no rio Doce em Resplendor. Sua bacia hidrográfica abrange uma área total de 876,74 km².